# Natatorium
Natatorium is een studioalbum van de Duitse muziekgroep Picture Palace Music (PPM). PPM is een band die veelal opereert binnen het genre elektronische muziek en wel de Berlijnse School voor elektronische muziek. Het album bevat nu eens niet nieuwe filmmuziek bij stomme films maar onvervalste Tangerine Dream-muziek. Thorsten Quaeschning is (soms) lid van die muziekgroep. Het album bevat muziek bedoeld voor een optreden op 8 augustus 2009 in het Stadtbad Steglitz in Berlijn.

## Musici
- Thorsten "Q" Quaeschning –toetsinstrumenten waaronder mellotron, gitaar, vocoder
- Sascha Beator – synthesizer (4)
- Kai Hanushak – medewerker van zwembad

## Composities
Allen van "Q":
1. Drowning moon and eleven suns
2. Moon dial
3. Blue-hour-glass
4. Risk pool (Beator – Q)
5. Drowning suns on moonlight drive
6. The Gretchen Tragedy (behoorde origineel bij Faust)